# La Farola
La Farola (spanisch für: „Der Lichtmast“, „Die Straßenlaterne“) ist eine 53 km lange Passstraße in der „Sierra de Purial“ in der kubanischen Provinz Guantánamo im Osten des Landes. Sie bildet den Abschluss der das ganze Land durchquerenden Landstraße Carretera Central und verbindet die Ortschaft Cajobabo an der Südküste mit der Stadt Baracoa an der Nordküste.

## Streckenverlauf
Die zweispurig ausgebaute Straße beginnt an der „Costa del Sur“ (spanisch für: „Südküste“) in der kleinen Ortschaft Cajobabo, in welcher José Martí und Máximo Gómez 1895 ihren Unabhängigkeitskrieg gegen Spanien begannen.

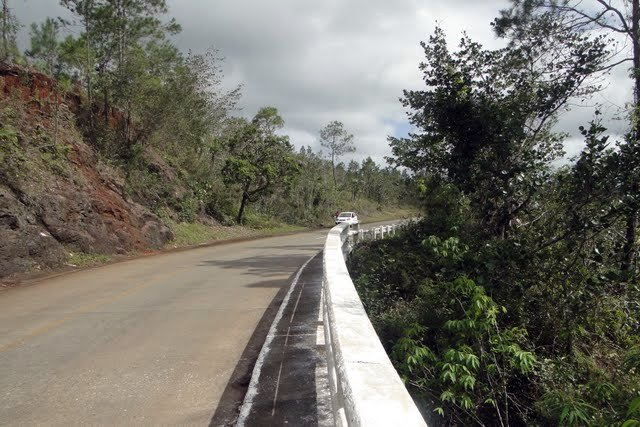

Die Passstraße schlängelt sich durch den tropischen Regenwald der „Sierra de Purial“. Je weiter sie ins Landesinnere führt, desto dichter wird die Vegetation. Der steilste und kurvenreichste Abschnitt ist rund 40 km lang. An mehreren Stellen wurden Haltebuchten errichtet, von denen man atemberaubende Ausblicke über die Regen- und Pinienwälder, Bananenplantagen und Flüsse der Umgebung genießen kann. Den höchsten Punkt der Strecke bildet der „Alto de Cotillo“ mit einem kleinen Café und einem Aussichtsturm. Traditionell bieten die Kubaner an allen Aussichtspunkten entlang der Straße Obst, Kaffee und Kakao zum Kauf an.
An der Nordküste angelangt, endet La Farola in der Stadt Baracoa, die einst die erste Hauptstadt Kubas war.

## Geschichte
Nach der Revolution unter Fidel Castro war La Farola eines der ersten Großprojekte. Zwischen 1964 und 1965 ließen die Revolutionäre die Passstraße als Ergänzung der Landstraße Carretera Central errichten. Die Planung erfolgte durch Maximiliano Isoba García; der leitende Ingenieur war Luis Pérez Cid. Seit der Fertigstellung verbindet sie Baracoa erstmals auf dem Landweg mit dem restlichen Kuba. Vorher war die Stadt nur auf dem Seeweg bzw. mit dem Flugzeug zu erreichen. Gebaut aus den Steinen der „Sierra de Purial“ wurde die anspruchsvolle Trassierung zu einer der größten technischen Errungenschaften des modernen Kuba.
Um aufwendige Brücken und große Erdbewegungen zu vermeiden, wurde die Straße stattdessen mit vielen Kurven an die Geologie angepasst, das Trassenprofil weist immer wieder lokale Kulminationen auf. Die oft wenig stabilen bergseitigen Hänge vermuren die Straße gelegentlich, oder es stürzen Steine auf die Straße.
Der Name „La Farola“ (spanisch für: „Der Lichtmast“, „Die Straßenlaterne“) leitet sich daraus ab, dass manche Straßenabschnitte wie Lichtstrahlen im dunklen Regenwald erscheinen.
Zwischen 1982 und 1989 war La Farola Austragungsort des Radrennen Premio Internacional La Farola. Aufgrund wirtschaftlicher Schwierigkeiten während der Sonderperiode in Friedenszeiten wurde die Tour nach der achten Auflage 1989 abgesagt und seitdem nicht wieder aufgenommen.